# Saurauia warburgii
Saurauia warburgii är en tvåhjärtbladig växtart som beskrevs av Sijfert Hendrik Koorders. Saurauia warburgii ingår i släktet Saurauia och familjen Actinidiaceae. Inga underarter finns listade i Catalogue of Life.